# Vetterstorp
Vetterstorp är ett administrativt bostadsområde och en stadsdel i västra Västerås. Området består av delarna Almelund, Hammarby stadshage och Vetterstorp. Området avgränsas av Köpingsvägen, Narvavägen och Hammarbygatan/Råbyleden.
I stadsdelen Vetterstorp finns lägenheter i vanliga hus och i höghus. 
Området avgränsas av Råbyleden, Hammarbacksvägen och Narvavägen. Angränsande stadsdelar är i norr 
Vetterslund och Ormberget,  i sydöst Hammarby stadshage och i väst Hammarby och Råby.